# Iron City (Tennessee)
Iron City és una població dels Estats Units a l'estat de Tennessee. Segons el cens del 2000 tenia 368 habitants.

## Demografia
Segons el cens del 2000, Iron City tenia 368 habitants, 151 habitatges, i 107 famílies. La densitat de població era de 154,4 habitants/km².
Dels 151 habitatges en un 31,8% hi vivien nens de menys de 18 anys, en un 45,7% hi vivien parelles casades, en un 17,9% dones solteres, i en un 29,1% no eren unitats familiars. En el 27,2% dels habitatges hi vivien persones soles el 13,2% de les quals corresponia a persones de 65 anys o més que vivien soles. El nombre mitjà de persones vivint en cada habitatge era de 2,44 i el nombre mitjà de persones que vivien en cada família era de 2,89.
Per edats la població es repartia de la següent manera: un 24,7% tenia menys de 18 anys, un 7,3% entre 18 i 24, un 32,3% entre 25 i 44, un 23,6% de 45 a 60 i un 12% 65 anys o més.
L'edat mediana era de 36 anys. Per cada 100 dones de 18 o més anys hi havia 82,2 homes.
La renda mediana per habitatge era de 20.625 $ i la renda mediana per família de 28.889 $. Els homes tenien una renda mediana de 20.729 $ mentre que les dones 15.500 $. La renda per capita de la població era de 17.185 $. Entorn del 15,1% de les famílies i el 23% de la població estaven per davall del llindar de pobresa.

## Poblacions més properes
El següent diagrama mostra les poblacions més properes.